# 巴赫赖奇
巴赫赖奇（Bahraich），是印度北方邦Bahraich县的一个城镇。总人口168376（2001年）。

## 人口
该地2001年总人口168376人，其中男性89532人，女性78844人；0—6岁人口25500人，其中男13019人，女12481人；识字率59.38%，其中男性为63.30%，女性为54.92%。